# Восточногерманские языки

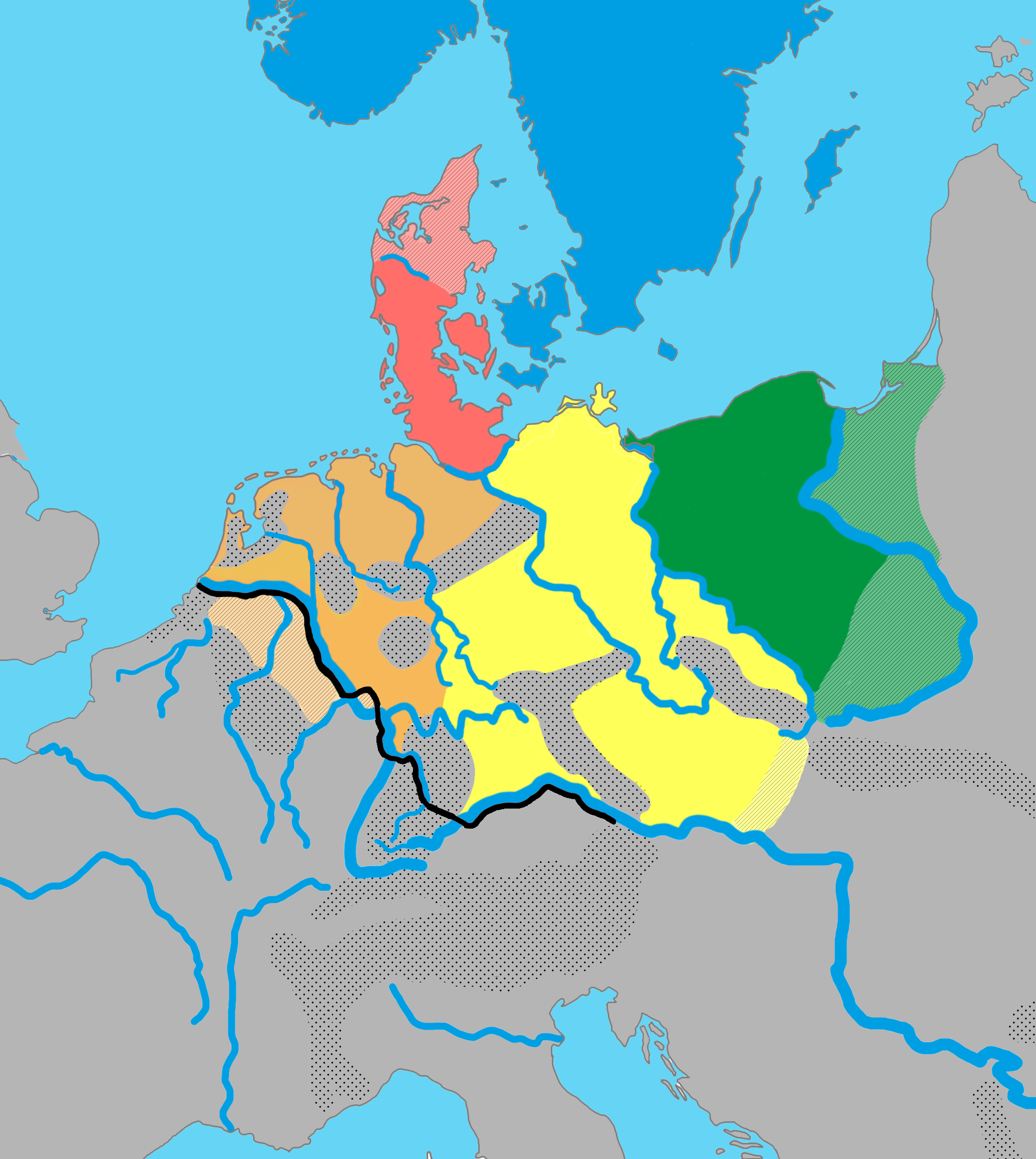
Распространение германских диалектных групп в Европе около 1 года нашей эры:
Северогерманские языки
Ингвеонские языки
Иствеонские языки
Ирминонские языки
Восточногерманские языки

Восточногерма́нские языки — одна из трёх групп германской ветви индоевропейской семьи языков. Включает в себя исключительно мёртвые языки, среди которых только один письменный — готский. Также к восточногерманским относят вандальский, герульский, бургундский и гепидский языки.

## Статус
Согласно альтернативной точке зрения, ни одна из особенностей, традиционно считающихся диагностическими для восточногерманских языков, не является подтверждением подгруппы в филогенетическом смысле. Из этого следует, что восточногерманские языки следует рассматривать не как подгруппу, а как периферийный набор разновидностей, которые рано потеряли связь с остальными германскими языками, законсервировав ряд архаичных фонетических черт.

## Тексты
Самым древним из дошедших до нас связных текстов на языке восточногерманской группы (и германской ветви вообще) является перевод Библии, сделанный епископом Вульфилой около IV века.

## Состав
- Готский язык †
  - Крымско-готский язык †
- Вандальский язык †
- Бургундский язык †
- Герульский язык †
- Гепидский язык †

## Племена
- Бастарны
- Бургунды
- Готы

- Крымские готы
- Гепиды
- Остготы
- Грейтунги
- Тервинги
- Визиготы

- Герулы
- Ругии
- Скиры
- Силинги
- Вандалы
- Лангобарды

## Связи
Восточногерманские языки были, видимо, близки к скандинавским (по данным археологических исследований восточногерманские племена мигрировали из южной части Скандинавии).

## Вымирание
Большинство восточногерманских племён к XV веку исчезло, оставив после себя только географические названия (Бургундия, Андалусия, Ломбардия, Тюрингия, Готланд, Рюген, Ругаланн и др.).